# Koldo Zuazo
Koldo Zuazo (Eibar, 1956) és un lingüista basc, professor de la Universitat del País Basc-Euskal Herriko Unibertsitatea (Dialectologia i sociolingüística de l'euskera) i acadèmic auxiliar de l'acadèmia de la Llengua Basca (Euskaltzaindia). Cal assenyalar el seu treball en l'àmbit de la dialectologia basca, fruit d'això és la classificació actual (1998) dels dialectes de l'euskara o euskalkiak, sent aquesta la revisió més important des de la primera classificació realitzava per Louis Lucien Bonaparte en 1863.
Una altra de les seves aportacions ha estat concretar els llocs d'origen dels actuals dialectes bascos: Pamplona, Vitòria, Maule-Lextarre i Atharratze a Zuberoa, l'eix Sant Sebastià-Hernani-Andoain-Tolosa a Guipúscoa i la zona central de Biscaia (Durango-Amorebieta-Gernika-Bermeo). Com el lingüista Koldo Mitxelena, assegura que la fragmentació dialectal es va produir en l'època medieval.

### Assaig
- "Euskararen batasuna" (L'estandardització de l'èuscar). Euskaltzaindia, 1988.
- "Euskararen sendabelarrak" (Solucions a alguns dels problemes de l'èuscar). Alberdania, 2000.
- "Euskara batua: ezina ekinez egina" (La unificació de l'èuscar. L'impossible vençut). Elkar, 2005.
- "Deba ibarreko euskara. Dialektologia eta tokiko batua". (L'èuscar de la vall del Deba. Dialectologia i estàndard local) Badihardugu, 2006.
- "Euskalkiak. Euskararen dialektoak". (Descripció dels dialectes de l'èuscar) Elkar, 2008.
- "Sakanako euskara. Burundako hizkera". (L'èuscar de la vall navarresa de la Burunda) Nafarroako Gobernua eta Euskaltzaindia, 2010.
- "El euskera y sus dialectos". (L'euscar i els seus dialectes) Alberdania, 2010.
- "Arabako euskara". (L'èuscar d'Àlaba) Elkar, 2012.

### Ficció
- "Neure buruaren alde". (En defensa pròpia) Alberdania, 2011.